# 세종특별자치시 (선거구)
세종특별자치시는 대한민국의 옛 국회의원 선거구이다. 당시 세종특별자치시 일대를 관할했다.

## 역사
2012년 7월 1일, 연기군 지역에 세종특별자치시가 출범했다. 이에 2012년 4월에 치러진 대한민국 제19대 국회의원 선거를 앞두고 세종특별자치시 출범 예정 지역을 기반으로 세종특별자치시 선거구가 신설되었다.
세종특별자치시의 인구 증가로 인해 제21대 국회의원 선거를 앞두고 세종특별자치시 갑과 세종특별자치시 을로 분구됨에 따라 폐지되었다.

## 역대 국회의원
| 선거   | 정당 | 정당       | 의원   |
| ------ | ---- | ---------- | ------ |
| 2012년 |      | 민주통합당 | 이해찬 |
| 2016년 |      | 무소속     | 이해찬 |

## 역대 선거 결과

### 대한민국 제19대 국회의원 선거
|  | 47.88% |

|  | 33.82% |

|  | 13.92% |

|  | 2.31% |

|  | 1.32% |

|  | 0.72% |

### 대한민국 제20대 국회의원 선거
|  | 43.72% |

|  | 36.04% |

|  | 10.59% |

|  | 8.28% |

|  | 1.35% |